# Txorni
Txorni - Чёрный (rus) - és un khútor del krai de Krasnodar, a Rússia. Es troba al delta del riu Kuban. És a 22 km al nord d'Anapa i a 124 km a l'oest de Krasnodar. Pertany al poble de Iurovka.